# Nate Robinson
Nathaniel Cornelius Robinson (Seattle, 31 mei 1984) is een Amerikaans basketballer. 
Robinson speelde college-basketbal voor de Universiteit van Washington in Seattle en werd gekozen door de Phoenix Suns in de 2005 NBA Draft. Hij werd later verruild aan de New York Knicks, waar hij vijf seizoenen speelde. De point-guard speelde ook voor de Boston Celtics, Oklahoma City Thunder, Golden State Warriors, Chicago Bulls, Denver Nuggets, Los Angeles Clippers en New Orleans Pelicans. 
Robinson is de eerste drievoudige slam dunk kampioen in de NBA. De 1,75 m lange Robinson won in februari 2006 de Slam Dunk Contest op het NBA All-Star Weekend met een puntvoordeel ten opzichte van Andre Iguodala. In 2009 won hij opnieuw de Slam Dunk Contest en sprong over de 2,11 m lange Dwight Howard met een spectaculaire dunk. Tijdens het All-Star Weekend 2010 won hij de Slam Dunk Contest voor de derde keer.